# Khánh Hòa FC
Der Khánh Hòa FC (vietnamesisch Câu lạc bộ Bóng đá Khánh Hòa) ist ein vietnamesischer Fußballverein aus Nha Trang. Ab der Saison 2024/25 spielt der Verein in der zweiten Liga des Landes, der V.League 2.
Der Verein wurde 1976 gegründet. 2013 wurde der Verein in Sanna Khánh Hòa BVN umbenannt.

## Erfolge
- Vietnamesischer Zweitligameister: 2013
- Mekong Club Championship: 2017 (2. Platz)

## Stadion

Nha Trang Stadium (2019)

Seine Heimspiele trägt der Verein im Nha Trang Stadium in Nha Trang aus. Das Stadion hat ein Fassungsvermögen von 25.000 Personen.
Koordinaten: 12° 15′ 1,5″ N, 109° 11′ 35,6″ O

## Saisonplatzierung
| Saison  | Liga                     | Platz            | Vietnamese Cup |
| ------- | ------------------------ | ---------------- | -------------- |
| 2013    | Vietnamese Second League | 1. ▲             |                |
| 2014    | V.League 2               | 2. ▲             | Achtelfinale   |
| 2015    | V.League 1               | 5.               | Vorrunde       |
| 2016    | V.League 1               | 8.               | 1. Runde       |
| 2017    | V.League 1               | 6.               | Achtelfinale   |
| 2018    | V.League 1               | 3.               | Viertelfinale  |
| 2019    | V.League 1               | 14. ▼            | 1. Runde       |
| 2020    | V.League 2               | 3.               | 1. Runde       |
| 2021    | V.League 2               | keine Austragung |                |
| 2022    | V.League 2               | 2. ▲             | 1. Runde       |
| 2023    | V.League 1               | 11.              | 1. Runde       |
| 2023/24 | V.League 1               | 14. ▼            | 1. Runde       |
| 2024/25 | V.League 2               | 5.               |                |

## Trainerchronik
Stand: Oktober 2024
| Trainer         | Nation  | von               | bis               |
| --------------- | ------- | ----------------- | ----------------- |
| David Booth     | England | 1. Juli 2004      | 30. Juni 2005     |
| Anh Tuan Hoang  | Vietnam | 1. August 2007    | 31. August 2012   |
| Võ Đình Tân     | Vietnam | 1. Januar 2014    | 13. Dezember 2023 |
| Thien Hao Tran  | Vietnam | 14. Dezember 2023 | 19. Dezember 2023 |
| Trong Binh Tran | Vietnam | 20. Dezember 2023 |                   |